# Svengali

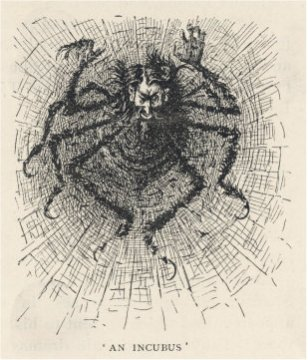
Ilustración de Svengali de la novela de 1894 Trilby, de George du Maurier, que muestra a Svengali como una araña

Svengali es un personaje de la novela Trilby de George du Maurier, publicada por primera vez en 1894. Svengali es un hombre que seduce, domina y explota a Trilby, una joven mitad irlandesa, y la convierte en una famosa cantante. Svengali, un hipnotizador, es el arquetipo de personaje malvado y manipulador que puede hacer que la gente haga lo que él quiere. Su nombre ha entrado en la lengua inglesa para designar a un individuo extremadamente manipulador y con malas intenciones, de ahí numerosas adaptaciones cinematográficas y televisivas.

## Definición
Tras la publicación de la novela en 1894, la palabra «svengali» pasó a referirse en idiomas como el inglés a una persona que, con malas intenciones, domina, manipula y controla a otra.
En el derecho penal, la Defensa Svengali se refiere a una táctica legal que retrata al acusado como un peón en el esquema de un cerebro criminal más grande y más influyente.

## En la novela

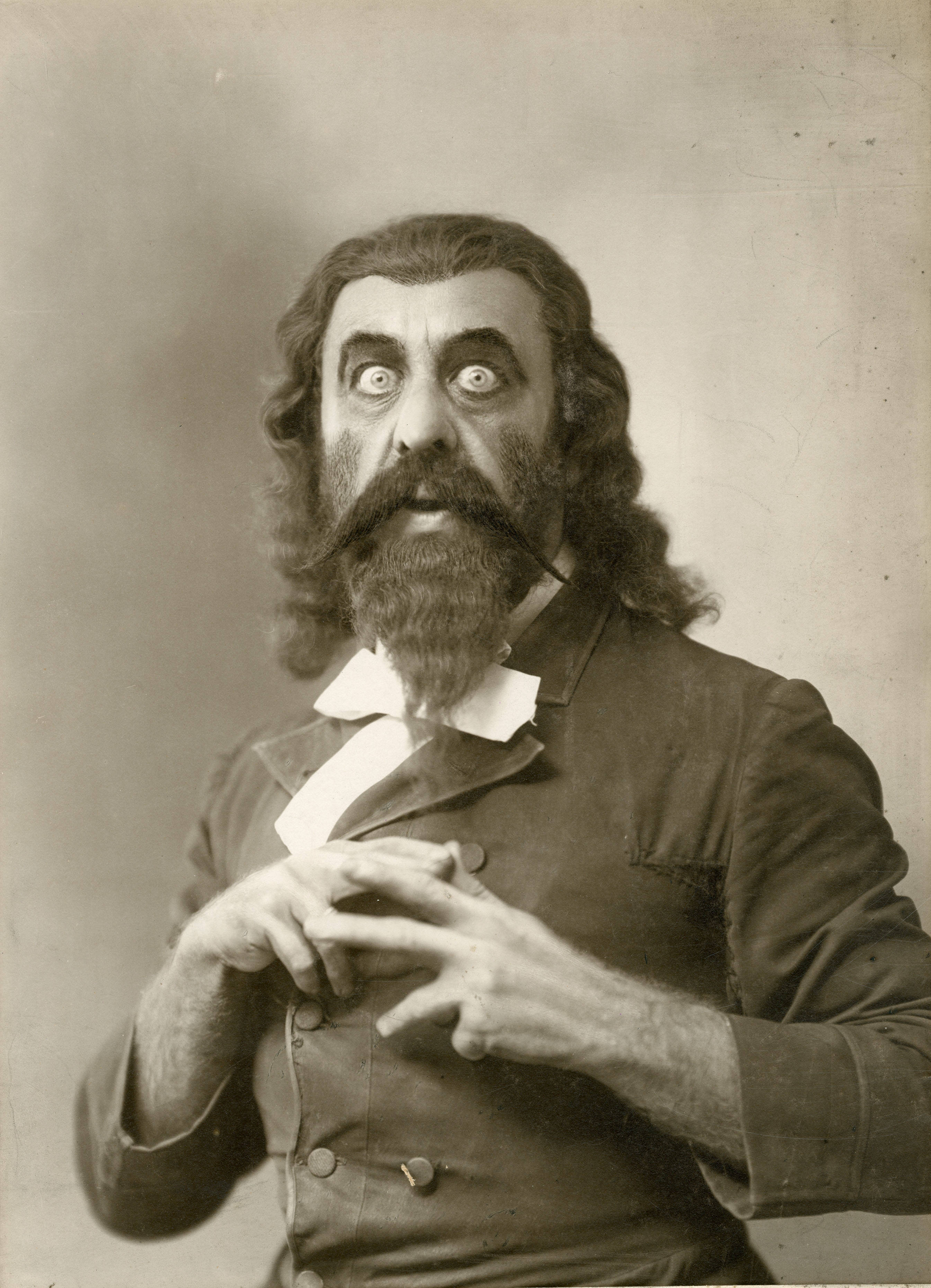
Wilton Lackaye como Svengali (1905)

Svengali es una representación antisemita típica de un judío asquenazí (de Europa del Este), completa con sus «ojos audaces, negros y brillantes de judío» y una voz de «graznido de grajo ronco, rasposo y nasal, sus grandes dientes amarillentos mostrándose en un gruñido de perro mestizo». Está continuamente sucio y, sin embargo, «lo suficientemente limpio como para adaptarse a (su propia) clase». George Orwell escribió que Svengali, que si bien era más inteligente que los ingleses era malvado, afeminado y físicamente repugnante, era «una caricatura siniestra del tipo tradicional» y un ejemplo de «la forma prevalente de antisemitismo».

(Svengali) adulaba o intimidaba, y podía ser groseramente impertinente. Tenía un tipo de humor cínico, que era más ofensivo que divertido, y siempre se reía de la cosa equivocada, en el momento equivocado, en el lugar equivocado, y su risa era siempre burlona, y llena de malicia.

En la novela, Svengali transforma a Trilby en una gran cantante usando la hipnosis. Incapaz de actuar sin la ayuda de Svengali, Trilby queda embelesada.

## Representaciones
Svengali fue despojado casi de inmediato de su judaísmo en sus representaciones escénicas. El rol de Svengali fue interpretado por primera vez por el actor inglés Herbert Beerbohm Tree en Londres, así como por el actor Wilton Lackaye en los Estados Unidos en la obra de teatro de 1895, Trilby. La historia se ha usado asimismo en varias películas.
El personaje ha aparecido en las siguientes películas, todas las cuales están tituladas Svengali: primero interpretado por Ferdinand Bonn en la película muda de 1914, luego por Paul Wegener en la película muda de 1927, por John Barrymore en la película de 1931, por Donald Wolfit en la de 1954 (en Technicolor), y por Peter O'Toole en la película de 1983, que se trató de una versión modernizada hecha para televisión y coprotagonizada por Jodie Foster. Sin embargo, en la película de marzo de 1983 fueron cambiados los nombres de los personajes.
El personaje de «Levi Svengali» fue interpretado por el actor y director Ash Avildsen en la serie de televisión Paradise City emitida por Amazon Prime Video en marzo de 2021.

## En la cultura popular
- El espectáculo escénico de 2011/2012 de Derren Brown, un ilusionista británico, gira en torno a un autómata llamado Svengali. Hace múltiples referencias a la novela durante todo el espectáculo.[9]
- En La ley y el orden: Unidad de víctimas especiales temporada 9, capítulo 6, se denomina :"Svengali" y narra como un popular criminal, con muchos seguidores,  logra hacer que una joven realice un crimen imitando su estilo. El episodio fue emitido el 6 de noviembre de 2007.